# Michelle Thorne
Michelle Thorne, née le 2 août 1975 à Bristol en Angleterre, est un modèle et actrice britannique de films pornographiques.

## Biographie
Elle joue parfois sous d'autres noms d'artistes, comme : Tasha, Michelle Thorpe ou simplement Michelle. Elle commence sa carrière x en 1999 dans All Amateur: Girls of the UK.
En 2005 elle apparait dans l'émission The X-Factor en Angleterre.
Même si elle est hétérosexuelle, la plupart de ses films pornographiques associent le sexe lesbien. Elle est reconnue comme étant bisexuelle. Elle a également écrit et réalisé plusieurs films pour adultes.

## Filmographie sélective
1. The Platinum Collection: UK vs Europe (2006) (V)
2. Hardcore Control (2005) (V)
3. Angel Long's Extreme Filth (2005) (V)
4. Nothing But 10's: Part 1 (2004) (V)
5. Cathula 2: Vampires of Sex (2004) (V)
6. "SX:TV Live" (2001) Série TV
7. Tokyo Vice (2003) (V)
8. Foreplay: Für mehr Spass zu zweit (2002) (V)
9. Unholy Desires (2002) (V)
10. Shagging 7 (2002) (V)
11. A.E.R. Adult Entertainment Robots Volume 1 (2002) (V)
12. Dodger DVD 36 (2002) (V)
13. Peepshow Special Volume 5 (2002) (V)
14. Have Dick, Will Travel Is in Town (2001) (V)
15. Pussy on Pussy (2001) (V)
16. Shagging Special (2001) (V)
17. Big Stiff One (2001) (V)
18. Fingers, Tongues and Toys (2001) (V)
19. Deep Desires (2001) (V)
20. Kinbaku no tachi (2001) (V)
21. Busty Newcummers 2 (2001) (V)
22. House of Legs 19: Worship (2001) (V)
23. Mehr Lustgewinn in der Ehe (2001) (V)
24. Slip Slaps (2001) (V)
25. Fiona Cooper 2001 Christmas Video (2001) (V)
26. Kyanpasu (2001) (V)
27. Leg Sex Busty Babes (2001) (V)
28. British Hardcore Sex: Volume 1 (2000) (V)
29. Tonari no oneesan (2000) (V)
30. Sacred Flesh (2000)
31. Secret Garden Sex (2000) (V)
32. Bob's Videos 163: Horn for Ms. Thorne (2000) (V)
33. "Department Sex" (2000) Série TV
34. Bob's Videos 164: Perfectly Pantyhosed Michelle (2000) (V)
35. House of Legs 9: MagniPHique (2000) (V)
36. All Pissed Off 2 (2000) (V)
37. "Titney Spheres: How I Shagged My Way to the Top" (2000) Série TV
38. House of Legs 8: RH&T's, ASAP (2000) (V)
39. Star Whores (2000) TV
40. All Amateur: Girls of the UK (1999) (V)
41. Probable Cause (1994) TV
42. Absolute Beginners (1986)